# Madea Goes to Jail (obra de teatro)
Madea Goes To Jail es una obra de teatro estadounidense de los años 2006-2007, escrita y dirigida por Tyler Perry. La historia trata de una bisabuela afroamericana llamada Mabel Simmons (Madea) que debe lidiar con una sucesión de varios hechos e intentos de no ir a la cárcel por la que al final termina ahí una noche.

## Reparto de la producción y los personajes
- Tyler Perry es Madea
- Chantell Christopher es Vanessa
- Christian Keyes es Sonny Johnson
- Cassi Davis es Ella Kincaid
- Cheryl Pepsii Riley es Wanda
- Anndretta Lyle es Toni
- LaVan Davis es Leo
- Ryan Gentles es Nate
- Judy Peterson es Katie
- Brian Hurst es Jeremy
- Crystal Collins es Chico
- Ron Andrews es Pete (Pimp)

## Etapa de cambios y secuencias
Cuando la obra fue adaptada en película se hicieron algunos cambios, no incluyeron a los personajes, salvo a Madea que hizo una aparición en el película. En la obra cuando Madea está en la cárcel, se hace un ejemplo de cómo sería su vida si era enviada a la cárcel de verdad, pero en la película Madea es condenada a la cárcel por cinco años, pero sale antes, junto con otros reclusos debido al fraude en la oficina. 

## Trivia
- Esta es la primera obra de teatro mayor donde Tamela Mann y David Mann aparecen.
- Anndretta Lyle aparece en Madea Navidad como Trina.
- Cheryl Pepsii Riley ha estado en tres obras de teatro de Tyler Perry incluyendo Madea's Class Reunion, Why Did I Get Married?, y Madea Goes to Jail.
- Lavan Davis y Cassi Davis son estrellas en Tyler Perry's House of Payne.
- El personaje de Vanessa también fue interpretado por Donna Stewart.

## Canciones
En la obra, el elenco canta un grupo de canciones. Las canciones que cantan (en orden) son:
Sonny:
Bill Withers - Ain't No Sunshine
Madea:
Shirley Brown - Woman to Woman
Friends of Distinction - Going In Circles
The Spinners - Love Don't Love Nobody
Lenny Williams - 'Cause I Love You
Luther Vandross - A House is Not a Home
Ella:
Tyler Perry - How does that feel
Betty Wright - Clean Up Woman
Wanda
Chaka Khan - Sweet Thing
Leo:
Marvin Gaye - Let's Get It On
Jeremy:
Maze - Before I Let Go
Chico:
Yes, Jesus Loves Me

## DVD
La obra está disponible en DVD.